# Uuno Klami
Œuvres principales
- Psalmus, oratorio (1936)
- Suite Kalevala (1943)

Uuno Klami est un compositeur finlandais né le 20 septembre 1900 à Virolahti et mort le 29 mai 1961 à Virolahti.

## Biographie
Uuno Klami étudie la musique au conservatoire d'Helsinki de 1915 à 1924 et la composition avec Erkki Melartin. Après son prix, il poursuit ses études à Paris (1924–25) où il rencontre Florent Schmitt et travaille peut-être avec Ravel, de manière informelle. Il s'imprègne des nouveaux courants musicaux, notamment d'Igor Stravinsky, Ravel et des compositeurs espagnols,  influences qui se retrouvent au fil de ses œuvres. Une première œuvre est jouée en concert à Helsinki en septembre 1928 avec sa Rhapsodie Carélienne (1927). Il se rend ensuite à Vienne pour travailler pendant six mois avec Hans Gál (1928–29).
De retour à Helsinki, il poursuit ses études sous la direction de Robert Kajanus. Un concert en décembre 1931 l'établit définitivement comme l'un des plus importants compositeurs finlandais de son temps, lui permettant de ne vivre que de ses compositions. À part quelques articles pour l’Helsingin Sanomat entre 1932 et 1959, il travaille pour la radio, pour qui il compose de petites pièces pour l'orchestre.

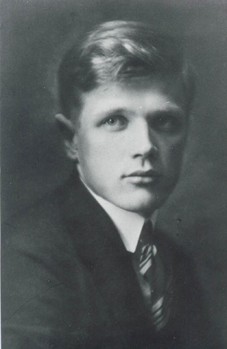
Uuno Klami

Ses œuvres majeures comportent la suite Kalevala (1929–33, rev. 1942–43), poème symphonique en cinq parties – dont l'idée lui a été fournie par Kajanus. Elle fut créée par son successeur, Georg Schnéevoigt en 1933. La Finlande en fait un « Sacre finnois » – Klami admirait beaucoup l'œuvre de Stravinsky. La suite a été interprétée dans le monde entier, par les plus grands chefs, notamment Leopold Stokowski, Antal Doráti, Albert Wolf, Basil Cameron (en), etc. On retient le ballet inachevé Pytirteitii ''Tourbillons'' (1957–58 achevé par Kalevi Aho en 1988), ainsi que l'oratorio Psalmus (1936) qui est également très renommé. Klami s'est aussi essayé à la forme symphonique avec deux symphonies (1938 et 1945) et une insolite Symphonie enfantine (1927), ainsi que des concertos pour piano (1950) ou violon (1943, rev. 1954). Il a écrit aussi deux œuvres pour violoncelle concertant, Fantaisie Kérémisienne (1931) et Thème, Sept variations et Coda pour violoncelle et orchestre (1955). En revanche Klami n'a pas laissé d'œuvre pour piano ou pour chœur a capella, comme d'autres compositeurs finnois de l'époque.
Vouant un grand intérêt à la littérature anglaise, il s'inspire de textes de Shakespeare (Le Roi Lear), Yeats, John Edward Masefield, Rudyard Kipling (deux poèmes), Jack London et Edgar Allan Poe (Le diable dans le beffroi). Il apprécie beaucoup les œuvres de Daniel Defoe et Joseph Conrad avec qui il partage une commune passion pour la mer depuis qu'il est enfant, par exemple dans Paysages Marins (1932).
Soutenu par Sibelius, deux ans avant sa mort, il sera nommé en 1959 membre de l'Académie de musique d'Helsinki, l'Académie Sibelius.
Klami s'éteint à l'âge de 60 ans à la suite d'une crise cardiaque à bord de son bateau favori, Miina, à Virolahti sa maison d'été.
Nombreuses sont ses œuvres tirées du Kalevala, recueil de légendes finlandaises. Il était influencé par la musique française, particulièrement Maurice Ravel et le groupe des Six.

## Œuvres principales

### Concertantes
- Concerto pour piano no 1, op. 8 « Une nuit à Montmartre » (mai 1925)
- Fantaisie tchéremisse pour violoncelle et orchestre, op. 19 (1931)
- Concerto pour violon et orchestre, op. 32 (1943, éd. Fazer) Création le 29 octobre 1943 par Anja Ignatius sous la direction de Toivo Haapanen. Durée moyenne : environ vingt-huit minutes. La partition perdue après un concert à Stockholm en 1944 (et retrouvée en 1956 dans les archives de la radio suédoise) a été réécrite en 1954. Klami préférait sa réécriture, créé elle aussi par Anja Ignatius le 9 avril 1954.
  1. Allegro molto moderato
  2. Adagio ma non troppo
  3. Allegro giocoso
- Concerto pour piano no 2, op. 41 (1950) Création pour le cinquantième anniversaire du compositeur, en septembre. Durée moyenne : environ trente minutes.
  1. Andante Risoluto
  2. Larghetto
  3. Allegro Scherzando
- Thème autour de 7 variations et coda pour violoncelle et orchestre, op. 44 (1954)

### Orchestre
- Scènes pour un théâtre de marionnettes (1925, orch. 1931)
- Rhapsodie Carélienne, op. 15 (1927)
- Symphonie enfantine, op. 17 (1928)
- Opernredoute, op. 20 (1929)
- Hommage à Haendel, op. 21 (1931)
- Merikuvia [Paysages Marins] (1930–32, éd. Fazer)
  1. Sumuinen aanu (Matin brumeux)
  2. Kapteeni Scrapuchinat (Capitaine Scrapuchinat)
  3. Hyljätty kolmimastoinen (Le Trois-mâts abandonné)
  4. Vahtimiehen laulu (Chant de la vigie)
  5. Balettikohtaus (Scène de ballet)
  6. 3 Bf (Force 3)
- Scènes tirées de Country Life (1932)
- Sérénades joyeuses (1933)
- Les Aventures de Lemminkäinen sur l'Île (Lemminkäisen seikkailut Saaressa) (1934)
- Marche d'Helsinki (1934)
- Danses de Carélie (1935)
- Ouverture pour la pièce d'Aleksis Kivi Les Cordonniers de la lande (Nummisuutarit) op. 26 (1936)
- Suite pour orchestre à cordes (1937)
- Symphonie no 1, op. 29 (1937-38)
- Suomenlinna ouverture, op. 30 (1940, éd. Fazer) Création à Stockholm le 21 mars 1941 par le chef d'orchestre suédois Tor Mann. Le sujet patriotique incita le compositeur à changer le titre pour La forteresse sur la mer, mais ne fut jamais très utilisé. La partition originale, perdue cours de la guerre, a été reconstituée et jouée à Helsinki le 15 décembre 1944 dans sa nouvelle version.
- Suite Kalevala, op. 23 (1933-1943, éd. Fazer)
  1. Maan synty (La création de la Terre)
  2. Kevään oras (Le germe du printemps)
  3. Terhenniemi
  4. Kehtolaulu Lemminkäiselle (Berceuse pour Lemminkäinen)
  5. Sammon taonta (Fabrication du Sampo)
- Ouverture Le Roi Lear, op. 33 (1944)
- Symphonie no 2, op. 35 (1945)
- Le fils prodigue, musique tirée de l'œuvre de Marin Drzic (1945)
- Rondo pour orchestre The Cyclist (1946)
- Suite pour petit orchestre, op. 37 (1946)
- Marché carélien (Karjalainen tori), op. 39 (1947)
- Aurore boréale (Revontulet) - Fantaisie pour orchestre, op. 38 (1948)
- Ensemble ouverture, op. 43 (1951) Commande de la radio finlandaise pour son 25e anniversaire.
- Pyörteitä [Tourbillons], ballet en un acte, tiré du Kalevala (1944/1957–58, inachevé – complété par Kalevi Aho en 1988, éd. Fazer) Durée : trente minutes. L'œuvre jaillit à la suite de la rencontre avec la créatrice de décors et de costumes Regina Backberg qui effectue des croquis sur un éventuel ballet fondé sur le Kalevala. Après avoir vu les dessins, Klami se met immédiatement au travail et demande à R. Backberg de collaborer au livret, terminé en 1944. Lorsqu'il reprend le projet en 1957, il espère composer un ballet en trois actes de plus d'une heure et demie. Klami arrangea une suite qui fut jouée en 1960.

### Vocales
- Psalmus, oratorio pour solistes, chœur et orchestre (1932-36)
- Visite dans le ventre de Vipunen (Vipusessa käynti) pour baryton, chœur d'hommes et orchestre (1938) (tiré du Kalevala)
- Chants de la lune sur le lac, pour baryton et orchestre (1956)
- Le Porteur de la Canne d'or (Kultasauvallinen), cantate (1960-61)

## Discographie
- Meet the Composer : Uuno Klami, Paysages marins, Suite Kalevala, Fantaisie Tchérémisse, Concerto pour violon, concerto pour piano no 2 - Orchestre symphonique de la radio finlandaise, Dir. Leif Segerstam ; Arto Noras, violoncelle ; Ilka Talvi, violon ; Juhani Lagerspetz, piano ; Orchestre philharmonique d'Helsinki, Dir. Jorma Panula ; Orchestre de Kouvala, Dir. Eero Bister ; Tapiola Sinfonietta, Dir. Juhani Lamminmäki (1973 / 1983 / 1987 / 1990, 2CD Finlandia Records 4509-99968-2)
- Pyörteitä (acte I), Concerto pour violon, Ouverture Suomenlinna - Jennifer Koh, violon ; Orchestre symphonique de Lahti, Dir. Osmo Vänskä (13 décembre 1993, 25-26/28-29 mars 1996, Bis)